# Podział administracyjny Malty
Podział administracyjny Malty jest jednostopniowy. Na mocy ustawy o radach lokalnych z 30 czerwca 1993 r. Republika Malty podzielona jest na 68 rad lokalnych (samorządów) (malt. kunsill lokali, ang. local councils). Utworzone w 1994 r. Stowarzyszenie Rad Lokalnych (ang. Local Councils Association, LCA) reprezentuje wszystkie samorządy z myślą o ochronie i promowaniu wspólnych interesów. Jedna kadencja rad lokalnych trwa 5 lat.

Rady lokalne na Malcie

| Kod ISO 3166-2  | Rada lokalna      | Powierzchnia | Populacja (2014) | Gęstość zaludnienia |
| --------------- | ----------------- | ------------ | ---------------- | ------------------- |
| MT-01           | Attard            | 6,6 km²      | 10 650           | 1614 os./km²        |
| MT-02           | Balzan            | 0,6 km²      | 3958             | 6597 os./km²        |
| MT-03           | Birgu             | 0,5 km²      | 2629             | 5258 os./km²        |
| MT-04           | Birkirkara        | 2,7 km²      | 22 247           | 8240 os./km²        |
| MT-05           | Birżebbuġa        | 9,2 km²      | 9736             | 1058 os./km²        |
| MT-06           | Bormla (Cospicua) | 1,0 km²      | 5395             | 5395 os./km²        |
| MT-07           | Dingli            | 5,7 km²      | 3608             | 633 os./km²         |
| MT-08           | Fgura             | 1,1 km²      | 11 670           | 10 609 os./km²      |
| MT-09           | Floriana          | 0,9 km²      | 2205             | 2450 os./km²        |
| MT-10           | Fontana           | 0,5 km²      | 985              | 1970 os./km²        |
| MT-11           | Gudja             | 2,2 km²      | 2997             | 1362 os./km²        |
| MT-12           | Gżira             | 1,0 km²      | 8029             | 8029 os./km²        |
| MT-13           | Għajnsielem       | 7,2 km²      | 3200             | 444 os./km²         |
| MT-14           | Għarb             | 4,6 km²      | 1539             | 335 os./km²         |
| MT-15           | Għargħur          | 2,0 km²      | 2768             | 1384 os./km²        |
| MT-16           | Għasri            | 5,0 km²      | 525              | 105 os./km²         |
| MT-17           | Għaxaq            | 3,9 km²      | 4722             | 1211 os./km²        |
| MT-18           | Ħamrun            | 1,1 km²      | 9244             | 8404 os./km²        |
| MT-19           | Iklin             | 1,7 km²      | 3130             | 1841 os./km²        |
| MT-20           | Isla (Senglea)    | 0,2 km²      | 2784             | 13920 os./km²       |
| MT-21           | Kalkara           | 1,8 km²      | 3014             | 1674 os./km²        |
| MT-22           | Kerċem            | 5,5 km²      | 1938             | 352 os./km²         |
| MT-23           | Kirkop            | 1,1 km²      | 2191             | 1992 os./km²        |
| MT-24           | Lija              | 1,1 km²      | 3070             | 2791 os./km²        |
| MT-25           | Luqa              | 6,7 km²      | 5945             | 887 os./km²         |
| MT-26           | Marsa             | 2,8 km²      | 4401             | 1572 os./km²        |
| MT-27           | Marsaskala        | 5,4 km²      | 12 134           | 2247 os./km²        |
| MT-28           | Marsaxlokk        | 4,7 km²      | 3534             | 752 os./km²         |
| MT-29           | Mdina             | 0,9 km²      | 292              | 324 os./km²         |
| MT-30           | Mellieħa          | 22,6 km²     | 10 087           | 446 os./km²         |
| MT-31           | Mġarr             | 16,1 km²     | 3629             | 225 os./km²         |
| MT-32           | Mosta             | 6,8 km²      | 20 241           | 2977 os./km²        |
| MT-33           | Mqabba            | 2,6 km²      | 3315             | 1275 os./km²        |
| MT-34           | Msida             | 1,7 km²      | 8545             | 5026 os./km²        |
| MT-35           | Mtarfa            | 0,7 km²      | 2572             | 3674 os./km²        |
| MT-36           | Munxar            | 2,8 km²      | 1454             | 519 os./km²         |
| MT-37           | Nadur             | 7,2 km²      | 4509             | 626 os./km²         |
| MT-38           | Naxxar            | 11,6 km²     | 13 443           | 317 os./km²         |
| MT-39           | Paola             | 2,5 km²      | 7864             | 3146 os./km²        |
| MT-40           | Pembroke          | 2,3 km²      | 3645             | 1585 os./km²        |
| MT-41           | Pietà             | 0,5 km²      | 4020             | 8040 os./km²        |
| MT-42           | Qala              | 5,9 km²      | 2284             | 387 os./km²         |
| MT-43           | Qormi             | 5,0 km²      | 16 779           | 3356 os./km²        |
| MT-44           | Qrendi            | 4,9 km²      | 2752             | 562 os./km²         |
| MT-45           | Rabat (Victoria)  | 2,9 km²      | 6901             | 2380 os./km²        |
| MT-46           | Rabat             | 27,3 km²     | 11 497           | 421 os./km²         |
| MT-47           | Safi              | 2,3 km²      | 2126             | 924 os./km²         |
| MT-48           | St. Julian’s      | 1,6 km²      | 10 232           | 6395 os./km²        |
| MT-49           | San Ġwann         | 2,6 km²      | 12 523           | 4817 os./km²        |
| MT-50           | San Lawrenz       | 3,6 km²      | 748              | 207 os./km²         |
| MT-51           | Saint Paul’s Bay  | 14,5 km²     | 21 046           | 1451 os./km²        |
| MT-52           | Sannat            | 3,8 km²      | 2117             | 557 os./km²         |
| MT-53           | Santa Luċija      | 0,7 km²      | 2997             | 4281 os./km²        |
| MT-54           | Santa Venera      | 0,9 km²      | 6932             | 7702 os./km²        |
| MT-55           | Siġġiewi          | 19,9 km²     | 8367             | 320 os./km²         |
| MT-56           | Sliema            | 1,3 km²      | 16 854           | 12 965 os./km²      |
| MT-57           | Swieqi            | 3,1 km²      | 10 064           | 3246 os./km²        |
| MT-58           | Ta’ Xbiex         | 0,3 km²      | 1804             | 6013 os./km²        |
| MT-59           | Tarxien           | 0,9 km²      | 8583             | 9537 os./km²        |
| MT-60           | Valletta          | 0,8 km²      | 6444             | 8055 os./km²        |
| MT-61           | Xagħra            | 7,6 km²      | 4886             | 643 os./km²         |
| MT-62           | Xewkija           | 4,5 km²      | 3300             | 733 os./km²         |
| MT-63           | Xgħajra           | 1,0 km²      | 1732             | 1732 os./km²        |
| MT-64           | Żabbar            | 5,3 km²      | 15 404           | 2906 os./km²        |
| MT-65           | Żebbuġ (Gozo)     | 7,6 km²      | 2956             | 389 os./km²         |
| MT-66           | Żebbuġ (Malta)    | 8,7 km²      | 11 903           | 1368 os./km²        |
| MT-67           | Żejtun            | 5,4 km²      | 11 508           | 2131 os./km²        |
| MT-68           | Żurrieq           | 8,5 km²      | 10 823           | 1273 os./km²        |
| MT (ISO 3166-1) | Razem             | 316 km²      | 445 426          | 1410 os./km²        |

## Podział statystyczny
Dla celów statystycznych Maltę podzielono na 5 regionów, które nie posiadają funkcji administracyjnych: Region Północny, Region Centralny, Region Południowo-Wschodni, Region Południowy i Region Gozo.
Według europejskiej Klasyfikacji Jednostek Terytorialnych do Celów Statystycznych (NUTS), na poziomie NUTS 1 i NUTS 2 Malta nie ma podziału (obejmują one całą Maltę jako jedną jednostkę), natomiast na poziomie NUTS 3 dzieli się na dwie części: na główną wyspę Maltę oraz wyspę Gozo i Comino. Na czwartym poziomie tzw. local administrative units (LAU) dzieli się na 68 jednostek, zgodnie z oficjalnym podziałem administracyjnym.